# SH906iTV
FOMA SH906iTV（フォーマ・エスエイチ きゅう まる ろく アイティーヴィー）は、シャープによって開発された、NTTドコモの第三世代携帯電話 (FOMA) 端末である。

## 概要
- SH905iTVの後継機で、ドコモ3機種目のAQUOSケータイ。ソフトバンクモバイル向け以外のAQUOSケータイとしては、初めてGSMローミングおよびBluetooth（後述）に対応した。
- シャープのワンセグ対応携帯電話では初めて、ワンセグのフレームレートを15fpsから30fpsに引き上げる機能を搭載し、より滑らかな映像を見ることができる。
- ドルビーモバイルは、新たに5.1chバーチャルサラウンドに対応し、より臨場感あふれる音を楽しめる。
- 同時に発表されたSH906iにも搭載された、Bluetoothや「光TOUCH CRUISER」も搭載する。SH905iTVまで搭載されていたFMトランスミッターは外された。SH906iと同様に、Bluetoothと別売キーボードを利用する事で、QWERTY入力も可能。
- SH705iIIで搭載された、「トリプルくっきりトーク」や「スロートーク」などの機能も搭載。
- 外部メモリーは規格上限の2GBまで（ドコモ発表）のmicroSD及び8GBまで（ドコモ発表）のmicroSDHCにも対応している。カメラ性能は、CMOS約320万画素（有効画素数:約310万画素）で、オートフォーカスや手ブレ補正に対応している。テレビ電話用のサブカメラはCMOS約11万画素を搭載している。
- 同時期に発表されたソフトバンクモバイル向けのAQUOSケータイのSoftBank 923SHと比較すると、GPSがなく、カメラは約320万画素のものを使っているなどの違いがある。
- 同日発売のF706iとともに、2008年5月に発表した、ドコモの新しいロゴマークが初めて使われた端末。906iシリーズでは唯一新ロゴが使われている。また、FOMAはこの年の秋冬モデルより型番ルールを一新し、90x、70xの概念が廃止されたため、90xの型番が与えられた機種としても最初で最後の新ロゴ採用機種となる。
- SH906iとN906iμ同様イヤホン端子は搭載せず、外部接続端子(充電・USB端子)に付属する変換アダプタを使用してイヤホンを使う。このアダプタはドコモ共通のもので平型変換ケーブルを使わなくてもステレオミニプラグのイヤホン・スピーカーに接続できる。
- SH906iと同じくSH905iTV・SH905iまで搭載していた、SDオーディオが非対応となった、これ以後のSHケータイはSDオーディオに対応していない。

| 主な対応サービス           | 主な対応サービス                    | 主な対応サービス                | 主な対応サービス                       |
| -------------------------- | ----------------------------------- | ------------------------------- | -------------------------------------- |
| DCMX／おサイフケータイ     | うた・ホーダイ                      | 着うたフル／着うた              | デジタルオーディオプレーヤー(WMA)(AAC) |
| 直感ゲーム／メガiアプリ    | Music&Videoチャネル／ビデオクリップ | GSM／3Gローミング（WORLD WING） | プッシュトーク                         |
| FOMAハイスピード           | GPS／ケータイお探し                 | デコメール／デコメ絵文字        | iチャネル                              |
| 着もじ                     | テレビ電話／キャラ電                | 電話帳お預かりサービス          | フルブラウザ                           |
| おまかせロック／バイオ認証 | 外部メモリーへiモードコンテンツ移行 | トルカ                          | iC通信／iCお引越しサービス             |
| きせかえツール／マチキャラ | バーコードリーダ／名刺リーダ        | 2in1※                           | エリアメール                           |

※BモードのメールはWebメールとなる。

### プリインストールiアプリ
- 直感プレーパーク
- デビル メイ クライ for SH
- ファミリンクリモコン for AQUOS
- ネット辞典
- アバターメーカー for SH
- モバイルGoogleマップ
- 日英版しゃべって翻訳 for SH
- 日中版しゃべって翻訳 for SH
- 地図アプリ
- Gガイド番組表リモコン
- 楽オク出品アプリ2
- FOMA通信環境確認アプリ
- ケータイクレジットiD設定アプリ
- DCMXクレジットアプリ
- iアプリバンキング

### ワンセグ機能
- EPG（録画予約も可）
- 外部メモリ（microSD）への録画
- 字幕放送
- マルチウィンドウ
- Bluetoothによるワイヤレス音声出力
- 同社液晶テレビ「AQUOS」にも採用されている、映像をより鮮やかに再現する「SV (Super Vivid) エンジン」

## 歴史
- 2008年5月8日 - 電気通信端末機器審査協会 (JATE)通過
- 2008年5月27日 - F906i・F706i・N906i・N906iμ・N906iL・N706i・N706ie・P906i・P706ie・P706iμ・SH906i・SH906iTV・SH706i・SH706ie・SH706iw・SO906i・SO706i・L706ie・NM706iの開発が発表される
- 2008年6月20日 - 発売開始

## 不具合
2008年7月8日に以下の不具合の修正と変更がソフトウェアの更新でなされた。
- 再配布可能なFlashコンテンツ保存時に、『デコメピクチャ』フォルダを選択できない
- 社名ロゴ変更に伴う、文字変換辞書データの変更

2008年7月23日に以下の不具合の修正がソフトウェアの更新でなされた。
- 音声通話時に、相手に声が聞こえにくくなる場合がある